# Summa Technologiae
A Summa Technologiae (magyarul: "A technológia összefoglalása" ) Stanisław Lem lengyel szerző 1964-ben megjelent könyve. A Summa Lem filozófiai esszéinek első összefoglaló gyűjteménye. A könyv tudományelméleti szempontból elemzi a megjelenésekor aktuális tudományos problémákat. A címe Aquinói Szent Tamás Summa Theologiae című könyvének ironikus elferdítéséből ered. A könyvet Radó György fordította.
Függetlenül megírásának időpontjától, a könyv máig aktuális kérdéseket feszeget, sőt az információs társadalom kialakulása következtében talán aktuálisabb, mint valaha. A könyv tudományos alapossággal körbejárja a tudományos fantasztikus irodalom egyes elemeit, valamint foglalkozik olyan területekkel, mint a virtuális valóság, nanotechnológia, mesterséges intelligencia és a technológiai szingularitás.

## Tartalom
A könyv az alábbi kilenc fejezetre oszlik:
- 1. Dilemmák
- 2. Két evolúció
- 3. Kozmikus civilizációk
- 4. Intellelektronika
- 5. Prolegomena a mindenhatósághoz
- 6. Fantomológia
- 7. Világok teremtése
- 8. Gúnyirat az evolúcióról
- 9. Művészet és technika

## Magyarul
- Summa technologiae. Tudomány, civilizáció, jövő; ford. Radó György; Kossuth, Bp., 1972 (Univerzum könyvtár)

## Külső hivatkozások
- Online text of a partially complete translation (by Dr. Frank Pengel) of Lem's book
- Lem's short description of the book, in English